# Hemmersheim
Hemmersheim (fränkisch: Hämmaschi und Hammaschi) ist eine Gemeinde im Landkreis Neustadt an der Aisch-Bad Windsheim in Mittelfranken.

## Geographie
Das gesamte Gemeindegebiet liegt in der Ebene des Gollachgaus und besteht größtenteils aus Acker- und Grünflächen. Durch den Hauptort und Lipprichhausen fließt die Gollach. Durch den Ort verläuft der Fränkische Marienweg.

### Gemeindegliederung
Die Gemeinde hat sechs Gemeindeteile (in Klammern ist der Siedlungstyp angegeben):
- Gülchsheim (Pfarrdorf)
- Hemmersheim (Pfarrdorf)
- Lipprichhausen (Pfarrdorf)
- Obere Mühle (Einöde)
- Pfahlenheim (Kirchdorf)
- Untere Mühle (Einöde)

Es gibt auf dem Gemeindegebiet die Gemarkungen Gülchsheim, Hemmersheim, Lipprichhausen und Pfahlenheim. Die Gemarkung Hemmersheim hat eine Fläche von 8,729 km². Sie ist in 799 Flurstücke aufgeteilt, die eine durchschnittliche Fläche von 10925,18 m² haben.

### Nachbargemeinden
Nachbargemeinden sind (von Norden beginnend im Uhrzeigersinn): Oberickelsheim, Gollhofen, Simmershofen, Creglingen, Aub, Gelchsheim, Ochsenfurt.

## Geschichte
Der Ort wurde im Jahre 914 als „Hamersheim“ erstmals urkundlich erwähnt. Das Bestimmungswort des Ortsnamens ist der Personenname Hamheri. Laut dieser Urkunde tauschte das Kloster Fulda mit einem Adeligen namens Guntherius Güter. Dabei erhielt dieser u. a. eine Hube in Hemmersheim. Lehensherr war das Hochstift Würzburg. Das Hochgericht übte das würzburgische Amt Aub aus. Gegen Ende des 18. Jahrhunderts bestand Hemmersheim aus 48 Anwesen. Grundherren waren das Hochstift Würzburg (2⁄3 der Anwesen), die Deutschordenskommende Mergentheim (ein knappes 1⁄3) und Brandenburg-Ansbach (einige Anwesen). Brandenburg-Ansbach nahm mit der Reformation evangelischen Glauben an. Seitdem gab es im Ort zwei Kirchen, zwei Schulen und zwei Friedhöfe.
Mit dem Gemeindeedikt (frühes 19. Jahrhundert) wurde Hemmersheim dem Steuerdistrikt Lipprichhausen zugeordnet. Mit dem Zweiten Gemeindeedikt (1818) entstand die Ruralgemeinde Hemmersheim. Sie war in Verwaltung und Gerichtsbarkeit dem Landgericht Uffenheim zugeordnet und in der Finanzverwaltung dem Rentamt Uffenheim (1919 in Finanzamt Uffenheim umbenannt). Ab 1862 war das Bezirksamt Uffenheim für die Verwaltung der Gemeinde zuständig (1939 in Landkreis Uffenheim umbenannt). Die Gerichtsbarkeit blieb beim Landgericht Uffenheim (1879 in Amtsgericht Uffenheim umbenannt), seit 1973 ist das Amtsgericht Neustadt an der Aisch zuständig. Die Gemeinde hatte 1964 eine Gebietsfläche von 8,737 km².

### Eingemeindungen
Am 1. Januar 1972 wurden im Zuge der Gebietsreform in Bayern die Gemeinden Gülchsheim, Lipprichhausen und Pfahlenheim eingegliedert.

### Einwohnerentwicklung
Teile einiger alteingesessener Familien aus Lipprichhausen und Gülchsheim sind nachweislich vor Jahrhunderten in den heutigen Landkreis Würzburg abgewandert und haben sich dort in Geroldshausen, Herchsheim und Uengershausen dauerhaft niedergelassen. Ihre Nachfahren leben bis heute in diesen Ortschaften.
Im Zeitraum 1988 bis 2018 sank die Einwohnerzahl der Gemeinde Hemmersheim von 698 auf 646 um 52 Einwohner bzw. um 7,5 %.
Gemeinde Hemmersheim
| Jahr      | 1987   | 2007   | 2008   | 2009   | 2010   | 2011   | 2012   | 2013   | 2014   | 2015   | 2016   | 2017   | 2018   | 2019   | 2020   | 2021   | 2022   |
| Einwohner | 710    | 689    | 672    | 676    | 679    | 702    | 686    | 685    | 675    | 648    | 647    | 652    | 646    | 641    | 629    | 637    | 631    |
| Häuser    | 198    |        |        |        |        |        |        | 215    | 216    | 216    | 218    | 219    | 219    | 220    | 221    | 221    | 229    |
| Quelle    | [ 20 ] | [ 21 ] | [ 21 ] | [ 21 ] | [ 21 ] | [ 21 ] | [ 21 ] | [ 21 ] | [ 21 ] | [ 21 ] | [ 21 ] | [ 22 ] | [ 23 ] | [ 24 ] | [ 24 ] | [ 24 ] | [ 24 ] |

Ort Hemmersheim (= Gemeinde Hemmersheim bis zur Gebietsreform)
| Jahr      | 1818   | 1840   | 1852   | 1855   | 1861   | 1867   | 1871   | 1875   | 1880   | 1885   | 1890   | 1895   | 1900   | 1905   | 1910   | 1919   | 1925   | 1933   | 1939   | 1946   | 1950   | 1952   | 1961   | 1970   | 1987   | 2014   |
| Einwohner | 378    | 366    | 370    | 362    | 332    | 345    | 343    | 354    | 364    | 315    | 314    | 322    | 339    | 354    | 368    | 341    | 327    | 324    | 331    | 636    | 577    | 476    | 293    | 296    | 220    | 224    |
| Häuser    | 64     | 66     |        |        |        |        | 61     |        |        | 61     | 63     |        | 61     |        |        |        | 65     |        |        |        | 62     |        | 61     |        | 65     |        |
| Quelle    | [ 14 ] | [ 25 ] | [ 26 ] | [ 26 ] | [ 27 ] | [ 28 ] | [ 29 ] | [ 30 ] | [ 31 ] | [ 32 ] | [ 33 ] | [ 26 ] | [ 34 ] | [ 26 ] | [ 35 ] | [ 26 ] | [ 36 ] | [ 26 ] | [ 26 ] | [ 26 ] | [ 37 ] | [ 26 ] | [ 16 ] | [ 38 ] | [ 20 ] | [ 39 ] |

## Politik
Die Gemeinde ist Mitglied der Verwaltungsgemeinschaft Uffenheim.

### Gemeinderat
Die Kommunalwahlen seit 2008 führten zu folgenden Sitzverteilungen im Gemeinderat
| Liste                                | 2020 | 2020  | 2014  | 2008  |
| Liste                                | %    | Sitze | Sitze | Sitze |
| ------------------------------------ | ---- | ----- | ----- | ----- |
| Freie Wählergemeinschaft Hemmersheim | 32,5 | 3     | 3     | 3     |
| Freie Wählergemeinschaft Gülchsheim  | 32,8 | 3     | 2     | 3     |
| Liste Lipprichhausen                 | 17,9 | 1     | 1     | 1     |
| Freie Wählergemeinschaft Pfahlenheim | 16,8 | 1     | 2     | 1     |

### Bürgermeister
Karl Ballmann (Freie Wählergemeinschaft Hemmersheim) ist Bürgermeister von Hemmersheim. Er wurde am 15. März 2020 mit 92,3 % der Stimmen gewählt.

### Wappen und Flagge
| Wappen von Hemmersheim | Blasonierung: „Geteilt; oben in Silber ein durchgehendes schwarzes Tatzenkreuz, belegt mit einer goldenen heraldischen Lilie, unten gespalten, vorne in Rot drei gesenkte silberne Spitzen, hinten geviert von Silber und Schwarz.“ |
| Wappen von Hemmersheim | Wappenbegründung: Die drei silbernen Spitzen in Rot, der fränkische Rechen, weisen auf die einstige Zugehörigkeit des Gemeindegebiets zum Hochstift Würzburg. Als Grundherren sind neben dem Hochstift Würzburg der Deutsche Orden und Brandenburg-Ansbach bekannt. Daran erinnern das schwarze Tatzenkreuz, die Wappenfigur des Deutschen Ordens, sowie die Zollernvierung der Markgrafen von Brandenburg-Ansbach. Die goldene Lilie ist aus dem Wappen des Würzburger Stifts St. Burkard entnommen, das bis zum 16. Jahrhundert das Präsentationsrecht für die Pfarrei St. Kilian in Hemmersheim innehatte. Das Wappen wird seit 1985 geführt. |

Die gleichzeitig genehmigte schwarz-gelb-rote Gemeindeflagge wird nicht verwendet.

## Bau- und Bodendenkmäler
- Evangelische Kirche (Gülchsheim)
- St. Kilian (Hemmersheim)
- St. Maria (Lipprichhausen)
- St. Ursula und Wendelin (Pfahlenheim)

## Verkehr
Die Kreisstraße NEA 41/WÜ 44 führt nach Aub zur Staatsstraße 1003 (2,6 km südwestlich) bzw. nach Gollachostheim (3,5 km östlich). Die Kreisstraße NEA 47 führt nach Gülchsheim (2,1 km nördlich) bzw. zur Staatsstraße 2256 bei Auernhofen (4 km südlich). Eine Gemeindeverbindungsstraße führt nach Oellingen zur Staatsstraße 2269 (§ km nordwestlich).

## Söhne und Töchter der Gemeinde
- Peter Neckermann (1842–1902), Reichstagsabgeordneter (Zentrum)